# کچی‌کوی (گوموش‌حاجی‌کوی)
کچی‌کوی (به ترکی استانبولی: Keçiköy) یک منطقهٔ مسکونی در ترکیه است که در گوموش‌حاجی‌کوی واقع شده‌است.